# Trabea nigristernis
Trabea nigristernis là một loài nhện trong họ Lycosidae.
Loài này thuộc chi Trabea. Trabea nigristernis được Mark Alderweireldt miêu tả năm 1999.